# Добров Володимир Володимирович
Володимир Володимирович Добров (рос. Владимир Владимирович Добров; нар. 13 квітня 1984, Москва) – російський шахіст і шаховий суддя, гросмейстер від 2004 року.

## Шахова кар'єра
Неодноразово брав участь у фіналі чемпіонату Росії серед юніорів у різних вікових категоріях, найбільшого успіху досягнувши 2004 року в Самарі, де поділив 1-ше місце (разом з Артемом Ільїним) в категорії до 20 років.
1999 року поділив 1-ше місце на турнірі за швейцарською системою в Будапешті. У 2001 році поділив 1-ше місце у Оберварті (разом із, зокрема, Младеном Палацом, В'ячеславом Ейнгорном і Михайлом Улибіним. 2002 року поділив 2-ге місце (позаду Віктора купрейчика, разом із зокрема, Ніджатом Мамедовим і Валентином Арбаковим на турнірі Аерофлот Open-B в Москві. Всі три гросмейстерські норми виконав на турнірах у Москві, у роках 2002 (поділив 1-місце разом з Руфатом Багіровим), 2003 (поділив 1-ше місце разом з Фаррухом Амонатовим) та 2004 (посів 1-ше місце). 2003 року переміг на турнірі "B" фестивалю Акрополіс Інтернешнл в Афінах. 2005 року переміг у Кардіффі, посів 2-ге місце (позаду Магнуса Карлсена на турнірі Byggern Masters в Геусдалі, поділив 2-ге місце в Москві (турнір Moscow Open, позаду Фарруха Амонатова, разом із, зокрема, Дмитром Бочаровим і Олександром Ластіним) та посів 3-тє місце (позаду Сергія Тівякова і Олега Корнєєва) в Нейві. 2010 року поділив 3-тє місце (позаду Костянтина Чернишова і Станіслава Новікова, разом із зокрема, Олексієм Безгодовим) у Костромі. 2014 року переміг у Любляні.
Найвищий рейтинг Ело в кар'єрі мав станом на 1 червня 2013 року, досягнувши 2545 очок займав тоді 80-те місце серед російських шахістів.

## Зміни рейтингу
| На цьому місці має відображатися графік чи діаграма, однак з технічних причин його відображення наразі вимкнено. Будь ласка, не видаляйте код, який викликає це повідомлення. Розробники вже працюють для того, щоби відновити штатне функціонування цього графіка або діаграми. | |
| | На цьому місці має відображатися графік чи діаграма, однак з технічних причин його відображення наразі вимкнено. Будь ласка, не видаляйте код, який викликає це повідомлення. Розробники вже працюють для того, щоби відновити штатне функціонування цього графіка або діаграми. |